# François Mughe
François-Régis Mughe (Douala, 16 giugno 2004) è un calciatore camerunese, attaccante dell'Olympique Marsiglia.

## Caratteristiche tecniche
Mughe è un'ala veloce e di piede destro che può giocare su entrambe le fasce. È bravo con entrambi i piedi, forte nell'uno contro uno ed ha una buona tecnica.

## Carriera

### Club
Prodotto dell'Ecole de Football Brasseries du Cameron dal 2012, Mughe si è trasferito all'Olympique Marsiglia il 24 giugno 2022 firmando un contratto di 5 anni. È stato originariamente assegnato alle riserve, prima di iniziare ad allenarsi con la squadra principale ad inizio 2023. Ha fatto il suo debutto professionale come sostituto in una sconfitta ai rigori per 7-6 (dopo il pareggio per 2-2 nei tempi regolamentari) in Coppa di Francia contro l'Annecy il 1 marzo 2023, segnando anche il gol del pareggio al 90+6 minuto.

### Nazionale
Mughe avrebbe dovuto essere convocato per il Campionato africano di calcio Under-17 2021, ma il torneo è stato cancellato a causa della pandemia di COVID-19. Ha giocato con il Camerun U23 per alcuni incontri di qualificazione alla Coppa delle Nazioni Africane Under-23 2023 nel marzo 2023.

## Statistiche

### Presenze e reti nei club
Statistiche aggiornate al 1º febbraio 2024.
| Stagione                   | Squadra                    | Campionato                 | Campionato | Campionato | Coppe nazionali | Coppe nazionali | Coppe nazionali | Coppe continentali | Coppe continentali | Coppe continentali | Altre coppe | Altre coppe | Altre coppe | Totale | Totale | Totale |
| Stagione                   | Squadra                    | Comp                       | Pres       | Reti       | Comp            | Pres            | Reti            | Comp               | Pres               | Reti               | Comp        | Pres        | Reti        | Pres   | Reti   |        |
| -------------------------- | -------------------------- | -------------------------- | ---------- | ---------- | --------------- | --------------- | --------------- | ------------------ | ------------------ | ------------------ | ----------- | ----------- | ----------- | ------ | ------ | ------ |
| 2022-2023                  | Olympique Marsiglia 2      | NAT2                       | 10         | 2          |                 | -               | -               |                    | -                  | -                  |             | -           | -           | 10     | 2      |        |
| 2022-2023                  | Olympique Marsiglia        | L1                         | 1          | 0          | CF              | 1               | 1               |                    | -                  | -                  |             | -           | -           | 2      | 1      |        |
| 2023-feb. 2024             | Olympique Marsiglia        | L1                         | 5          | 0          | CF              | 0               | 0               | UCL                | 1                  | 0                  |             | -           | -           | 6      | 0      |        |
| Totale Olympique Marsiglia | Totale Olympique Marsiglia | Totale Olympique Marsiglia | 6          | 0          |                 | 1               | 1               |                    | 1                  | 0                  |             | -           | -           | 8      | 1      |        |
| feb.-giu. 2024             | Dunkerque                  | L2                         | -          | -          | CF              | -               | -               | -                  | -                  | -                  |             | -           | -           | -      | -      |        |
| Totale carriera            | Totale carriera            | Totale carriera            | 16         | 2          |                 | 1               | 1               |                    | 1                  | 0                  |             | -           | -           | 18     | 3      |        |